# Jürgen Rödel
Jürgen Rödel (* 17. September 1958 in Hof (Saale)) ist ein deutscher Materialwissenschafter und Professor an der Technischen Universität Darmstadt.

## Leben
Rödel hat Werkstoffwissenschaften in Erlangen und Keramik in Leeds von 1977 bis 1983 studiert. Im Jahr 1988 erhielt er seinen Ph.D. in Materialwissenschaft an der University of California, Berkeley (USA). Schließlich habilitierte er sich 1992 in Werkstoffkunde an der TU Hamburg-Harburg. Seit 1994 ist er
Professor für Nichtmetallisch-Anorganische Werkstoffe an der TU Darmstadt.
Er war vom 1. Januar 2014 bis zum 31. Dezember 2016 Vizepräsident für Forschung an der TU Darmstadt.

## Auszeichnungen
- 1992: Heinz-Maier-Leibnitz-Preis
- 2003: Fellow of the American Ceramic Society (USA)
- 2008: Mitglied der World Academy of Ceramics
- 2008: Gottfried-Wilhelm-Leibniz-Preis[4]
- 2013: Mitglied der Deutschen Akademie der Technikwissenschaften (Acatech)

## Ämter
- 1994–2000: Studiendekan des Fachbereichs Materialwissenschaften
- seit 2010: Mitglied des Wissenschaftlichen Rates der TU Darmstadt
- 2014–2016: Vizepräsident der TU Darmstadt